# الأشراف (نهم)

تعديل مصدري - تعديل

الأشراف هي إحدى قرى عزلة مرهبة بمديرية نهم التابعة لمحافظة صنعاء، بلغ تعداد سكانها 443 نسمة حسب تعداد اليمن لعام 2004.